# Segestria inda
Segestria inda är en spindelart som beskrevs av Simon 1906. Segestria inda ingår i släktet ormspindlar, och familjen sexögonspindlar. Inga underarter finns listade i Catalogue of Life.